# Chrístos Christodoúlou
Pour les articles homonymes, voir Christodoulou.
Chrístos Christodoúlou (grec moderne : Χρήστος Χριστοδούλου), né le 13 août 1961, à Athènes, en Grèce, est un ancien joueur grec de basket-ball. Il évolue durant sa carrière au poste d'ailier fort. Il est le frère de Fánis Christodoúlou.
Il est actuellement arbitre international, ayant entre autres officié lors du championnat d’Europe 2013, de la coupe du monde 2014 et des tournois masculin et féminin des Jeux olympiques 2016.

## Palmarès
- Coupe de Grèce 1991